# Victor Borge
Børge Rosenbaum (Copenhaguen, 3 gener de 1909 - Greenwich-Connecticut, 23 desembre 2000), més conegut pel seu nom artístic Victor Borge, va ser un pianista i comediant danès, d'origen jueu, que es va exiliar durant el nazisme i va viure als Estats Units fins a la seva mort.

## Primers anys
Nascut en el si d'una família de músics, el pare Bernhard Rosenbaum era violinista de l'Orquestra Real de Dinamarca i la mare Frederikke, era pianista. De petit l'anomenaven afectuosament el Gran Danès. Borge va començar a tocar el piano als dos anys i de seguida es va veure que era un nen prodigi. Va donar el primer recital de piano als vuit anys i el 1918 se li va concedir una beca completa per a la Reial Acadèmia Danesa de Música, on va estudiar amb el compositor Olivo Krause i més tard amb Victor Schiøler, Frederic Lamond (alumne de Liszt) i Egon Petri (alumne de Ferruccio Busoni).

## Trajectòria professional
Borge va debutar en un gran concert el 1926 i al cap d'uns anys d'actuar com a concertista clàssic, va començar a fer humorades amb el piano. Es va casar amb Elsie Chilton en 1933 i va iniciar la seva activitat com a músic i comediant, realitzant extenses gires per Europa, en les quals es va significar perillosament fent bromes antinazis.
Quan Alemanya va envair Dinamarca, en la Segona Guerra Mundial, Borge estava de gira a Suècia i va poder fugir a Finlàndia. Després es va traslladar als Estats Units amb l'USS American Legion, l'últim vaixell neutral que va salpar de Petsamo, Finlàndia. Va arribar a l'agost de 1940, amb 20 dòlars en la butxaca (en moneda d'avui US$ 332),tot i que tres d'aquells dòlars (en moneda actual US$ 50) van servir per a pagar els drets de duana. Durant l'ocupació alemanya, Borge va tornar a Dinamarca disfressat de mariner per poder visitar la seva mare moribunda.

## Arribada als Estats Units
Tot i que Borge no parlava ni una paraula d'anglès, va aprendre ràpidament l'idioma veient pel·lícules i al cap de poc va ser capaç d'adaptar les seves bromes i paròdies al gust nord-americà. Va adoptar el nom arístic de Victor Borge i el 1941 va començar a actuar en el show radiofònic de Rudy Vallee, essent posteriorment contractat pel llavors cèlebre Bing Crosby. La fama de Borge va créixer ràpidament i va participar en pel·lícules amb figures de la talla de Frank Sinatra (en Higher and higher). Com a amfitrió del «Show de Victor Borge» (NBC,1946), va desenvolupar moltes de les seves «marques registrades», com ara anunciar repetidament el seu desitg de tocar una obra per després distreure's amb alguna altra cosa, fer comentaris i bromes respecte del públic o discutir sobre la conveniència d'usar el Vals del minut de Chopin com a cronòmetre. Li agradava començar amb una peça ben coneguda, per exemple la sonata Clar de lluna de Beethoven, per a després seguir amb alguna melodia popular com a Nit i dia (Night and day) de Cole Porter, o el tradicional Happy birthday.(Per molts anys)
Entre molts dels seus famosos esquetxs, destacava la «Puntuació fonètica», en la qual llegia un relat destacant l'exacta puntuació (comes, punts, signes d'admiració, etc.) amb sons onomatopeics. També usava el «Llenguatge inflacionari», és a dir exagerat,  en el qual augmentava els números amagats en les paraules del llenguatge (presos literalment o tal com sonen). Un parell d'exemples en anglès: "once upon a time" com "twice upon a time", o "wonderful" com "twoderful" . Un equivalent en català podria ser transformar "dona'm una dosi" en "dona'm una tresi", o "ni ho pensis" en "ni ho penset".
Durant la seva llarga carrera, Borge va tocar i va dirigir importants orquestres com la Simfònica de Chicago, la Filharmònica de Nova York i la Filharmònica de Londres. Sempre modest, es va sentir molt honorat quan va ser convidat a dirigir l'Orquestra Real Danesa el 1992.

## Últims anys
Victor Borge va continuar les seves gires fins a una edat molt avançada, amb una mitjana anual de seixanta actuacions quan ja tenia 90 anys.
Poc abans de Nadal de l'any 2000, després d'una extensa carrera de més de 75 anys, tot just acabat de tornar d'un concert a la seva Dinamarca natal, va morir als 91 anys, mentre dormia, al seu domicili de Greenwich, Connecticut, pocs mesos després de la mort de la seva segona esposa, Sanna Scraper.
Complint la seva última voluntat, les seves cendres es van repartir entre el Putnam Cemetery a Greenwich i el Western Jewish Cemetery de Copenhaguen.

## Honors
L'asteroide (5634) Victorborge va rebre el seu nom en honor seu.